# KV2
KV2 – grobowiec zbudowany dla Ramzesa IV z XX dynastii. Został odkryty przez Edward R. Ayrton w 1905.

## Opis
Grobowiec KV2 składa się z rampy, czterech korytarzy, komory grobowej (z sarkofagiem), korytarza prowadzącego do trzech komór (dwóch bocznych i jednej tylnej). W drugim korytarzu znajduje się para bocznych nisz ukrywających drzwi. W dwóch pierwszych korytarzach przedstawiona jest Litania do Ra, w trzecim sceny z Księgi Jaskiń, a w czwartym sceny z Księgi umarłych. W komorze grobowej przedstawione są sceny z Księgi Bram, Księgi Amduat oraz Księgi Nieba na sklepieniu. Sceny z Księgi Jaskiń przedstawione są też w korytarzu prowadzącym do trzech komór. Trzy komory przedstawiają króla. Sarkofag został uszkodzony już w starożytności, a wieko wyniesiono. Mumia Ramzesa IV została przeniesiona do grobowca KV35.